# Microchaetina petiolata
Microchaetina petiolata är en tvåvingeart som först beskrevs av Townsend 1919.  Microchaetina petiolata ingår i släktet Microchaetina och familjen parasitflugor. Inga underarter finns listade i Catalogue of Life.